# Isotomiella barivierai
Isotomiella barivierai is een springstaartensoort uit de familie van de Isotomidae. De wetenschappelijke naam van de soort is voor het eerst geldig gepubliceerd in 1988 door Deharveng.